# Big & Small
Big & Small é uma série de televisão infantil britânica, canadense e americana voltada para crianças em idade pré-escolar . Big & Small é uma coprodução entre o Kindle Entertainment e a 3J's Productions, produzida em associação com a BBC, Treehouse TV e Studio 100.

## Personagens
| Personagem | Vozes           | Descrição |
| ---------- | --------------- | --- |
| Big        | Lenny Henry     | Uma criatura grande cão roxo com bolinhas fúcsia nas costas. Big é muito amigável e descontraído.                                                                                 |
| Small      | Lenny Henry     | Criatura de coelho laranja hiperativa e barulhenta, com orelhas compridas. Pequeno é muito estridente e impulsivo.                                                                |
| Ruby       | Imelda Staunton | Um rato rosa com cabelos ruivos. Ruby mora na casa de Big e Small em um buraco de rato.                                                                                           |
| Twiba      | Imelda Staunton | Uma minhoca verde que vive em uma maçã na macieira e ela tem cabelos encaracolados. Twiba era um acrônimo que significa "O verme na maçã grande".                                 |
| The Frogs  | Ringo Starr     | Um par de diferentes sapos de cor verde com chapéus que vivem no lago do jardim. Um era verde limão com um chapéu de lã vermelho, o outro verde escuro com um chapéu de negócios. |

## Transmissão
No Reino Unido, Big & Small foi exibido na BBC One , BBC Two e CBeebies ,  e foi exibido na Cyw no País de Gales. Treehouse TV foi ao ar Big & Small no Canadá, enquanto Big & Small foi transmitido nos Estados Unidos no Boomerang e Nick Jr.  No total, mais de 40 canais em todo o mundo apresentam o programa.